# Owen Josephus Roberts
Owen Josephus Roberts (2 de maio de 1875 — 17 de maio de 1955) foi um Juiz Associado da Suprema Corte dos Estados Unidos, de 2 de Junho de 1930 a 31 de Julho de 1945.